# Décret de l'Assemblée nationale du 26 août 1792 qui confère le titre de citoyen français à plusieurs étrangers
Le décret de l'Assemblée nationale du 26 août 1792 qui confère le titre de citoyen français à plusieurs étrangers est un décret pris par l'Assemblée nationale législative en 1792 afin de conférer la nationalité française à plusieurs personnalités ayant œuvré pour la liberté.

## Contexte
La Révolution française permet l'intensification des débats politiques et philosophiques au sujet de la liberté et de la citoyenneté. Proclamant son universalisme à travers la Déclaration des droits de l'homme et du citoyen, l'année 1792 voit en septembre la proclamation de l'abolition de la monarchie constitutionnelle française, menant à la création de la Première République.
Dans ce cadre, les parlementaires débattent de la conception de la citoyenneté et de l'appartenance à la communauté nationale. Se voulant résolument universelle, et considérant que le régime doit œuvrer pour l'émancipation universelle, l'Assemblée nationale décide de voter, le 26 août 1792, un décret conférant unilatéralement la citoyenneté française aux « hommes qui, par leurs écrits et par leur courage, ont servi la cause de la liberté et préparé l'affranchissement des peuples ». Elle soutient que « ne peuvent être regardés comme étrangers par une nation que ses lumières et son courage ont rendu libre ». Il s'agit alors de sortir d'une définition restrictive de la nationalité, celle qui ne pourrait être due qu'au droit du sang, et de dépasser encore le droit du sol.
Les hommes cités par le décret sont :
- Joseph Priestley,
- Thomas Paine,
- Jeremy Bentham,
- William Wilberforce,
- Thomas Clarkson,
- James Mackintosh,
- David Williams,
- Giuseppe Gorani,
- Anacharsis Cloots,
- Corneille de Pauw,
- Joachim Heinrich Campe,
- Johann Heinrich Pestalozzi,
- George Washington,
- Jean Hamilton,
- James Madison,
- Friedrich Gottlieb Klopstock,
- Thadée Kosciuszko.

## Postérité
Le décret fait l'objet d'une approbation majoritaire à l'Assemblée, mais essuie quelques critiques. Claude Basire, notamment, monte à la tribune une fois le texte voté pour demander à l'Assemblée de mettre en place des règles claires afin qu'elle ne puisse abuser de ce type de décrets. Il « demande que le comité d’instruction publique présente un mode d’admission au titre et aux droits de citoyen français, tel qu’il soit impossible de l’accorder à ceux qui ne le mériteraient pas ».
Pour l'historien et politiste Patrick Weil, le décret s'inscrit dans un mouvement intellectuel et politique propre à la Révolution française qui, soutenant des positions universalistes, a cherché à faire de la liberté et de l'action pour celle-ci le moteur de l'appartenance à la nation.